# Campeonato Italiano de Rugby 2014-15
El Campeonato de Rugby de Italia de 2014-15 fue la 85.ª edición de la primera división del rugby de Italia.

## Sistema de disputa
El torneo se desarrolló en dos etapas, una fase regular en la cual los equipos disputaron encuentros en condición de local y de visitante frente a cada uno de sus rivales.
Luego se disputará una etapa de eliminación directa, en la cual los primeros cuatro equipos de la fase regular clasifican a las semifinales en la búsqueda por el campeonato.
El último equipo en la tabla general desciende directamente a la Serie B.

## Desarrollo
- Tabla de posiciones:[1]

| Pos. | Equipo          | Encuentros | Encuentros | Encuentros | Encuentros | Tantos | Tantos | Tantos | PB | PB | Puntos |
| Pos. | Equipo          | PJ         | PG         | PE         | PP         | F      | C      | Dif    | BO | BD | Puntos |
| ---- | --------------- | ---------- | ---------- | ---------- | ---------- | ------ | ------ | ------ | -- | -- | ------ |
| 1.º  | Rugby Rovigo    | 18         | 16         | 0          | 2          | 641    | 281    | +360   | 11 | 1  | 76     |
| 2.º  | Rugby Calvisano | 18         | 14         | 1          | 3          | 601    | 312    | +289   | 14 | 0  | 72     |
| 3.º  | Mogliano        | 18         | 11         | 2          | 5          | 584    | 352    | +232   | 12 | 0  | 60     |
| 4.º  | Fiamme Oro      | 18         | 11         | 0          | 7          | 487    | 398    | +89    | 8  | 0  | 52     |
| 5.º  | San Donà        | 18         | 10         | 1          | 7          | 440    | 418    | +22    | 8  | 0  | 50     |
| 6.º  | Viadana         | 18         | 8          | 3          | 7          | 442    | 353    | +89    | 8  | 0  | 46     |
| 7.º  | Petrarca Padova | 18         | 8          | 0          | 10         | 347    | 298    | +49    | 11 | 0  | 43     |
| 8.º  | SS Lazio        | 18         | 6          | 1          | 11         | 391    | 450    | -59    | 6  | 0  | 32     |
| 9.º  | L'Aquila Rugby  | 18         | 2          | 0          | 16         | 272    | 651    | -379   | 2  | 0  | 10     |
| 10.º | I Cavalieri     | 18         | 0          | 0          | 18         | 120    | 811    | -691   | 1  | 4  | -3     |

- I Cavalieri perdió 4 puntos.

|  | Clasificado a Semifinales. |
|  | Descendido a la Serie B.   |

### Semifinales
| Equipo 1        | Equipo 2     | Ida   | Vuelta |
| --------------- | ------------ | ----- | ------ |
| Fiamme Oro      | Rugby Rovigo | 31-33 | 10-17  |
| Rugby Calvisano | Mogliano     | 30-15 | 24-23  |

### Final
| 30 de mayo de 2015 | Rugby Rovigo | 10 - 11 | Rugby Calvisano |  |  |

| Bandera de Italia       |
| Campeón Rugby Calvisano |
| Quinto título           |